# Seth Joyner
Pour les articles homonymes, voir Joyner.
(en) Statistiques sur pro-football-reference
Seth Joyner, né le 18 novembre 1964 à Spring Valley dans l'État de New York, est un joueur américain de football américain qui a évolue pendant 13 saisons au poste de linebacker dans la National Football League (NFL).
Il a joué pour les franchises des Eagles de Philadelphie (1986-1993), des Cardinals de l'Arizona (1994-1996), des Packers de Green Bay (1997) et des Broncos de Denver (1998).
Avec les Broncos, il remporte le Super Bowl XXXIII joué contre les Falcons d'Atlanta.

## Biographie

### Carrière universitaire
Étudiant à l'université du Texas à El Paso, il joue au football universitaire avec les Miners de l'UTEP.

### Carrière professionnelle
Il est sélectionné par les Eagles de Philadelphie en 208e choix au total lors du 8e tour de la draft 1986 de la NFL. Lors de sa saison rookie, il est le remplaçant d'Alonzo Johnson (en) au poste de linebacker gauche. La saison suivante, en 1987, il est déplacé au poste de linebacker droit où il devient titulaire.
Avec les Broncos de Denver, il remporte le Super Bowl XXXIII.